# 강혁 (농구인)
강혁(姜赫, 1976년 9월 16일~)은 대한민국의 농구 선수, 지도자이다. 현역 시절 포지션은 가드이며 현재 대구 한국가스공사 페가수스의 감독을 맡고 있다.